# Where to Invade Next (2015.)
Where to Invade Next je američki dokumentarni film iz 2015. redatelja Michaela Moorea.
Film je napravljen u obliku putničkog dokumentarnog filma, a Moore je je proveo neko vrijeme u državama poput Finske, Italije i Francuske gdje je naučio kako se ove države bore alternativnim metodama sa socijalnim i ekonomskim nedaćama, koje je doživio u SAD-u.   Ovo je njegov prvi film poslije 6 godina.

## Produkcija i prikazivnje
Prema Mooreu, film je napravljen u tajnosti. Snimljen je s malobrojnom ekipom a produkcija se odigrala na tri kontinenta. Where to Invade Next je premijerno prikazan na Filmskom festivalu u Torontu 2015.

## Vanjske poveznice
- Where to Invade Next u internetskoj bazi filmova IMDb-a